# Zee TV
Zee TV – indyjska stacja telewizyjna, która rozpoczęła nadawanie w październiku 1992.